# Nathan Collins
Nathan Michael Collins (sinh ngày 30 tháng 4 năm 2001) là một cầu thủ bóng đá chuyên nghiệp người Ireland hiện đang chơi cho câu lạc bộ Brentford và đội tuyển bóng đá quốc gia Ireland.

### Bàn thắng quốc tế
Tính đến ngày 16 tháng 6 năm 2023
| # | Ngày                | Địa điểm                                 | Đối thủ | Bàn thắng | Kết quả | Giải đấu                    |
| - | ------------------- | ---------------------------------------- | ------- | --------- | ------- | --------------------------- |
| 1 | 14 tháng 6 năm 2022 | Sân vận động Miejski ŁKS, Łódź, Ba Lan   | Ukraina | 1–0       | 1–1     | UEFA Nations League 2022–23 |
| 2 | 16 tháng 6 năm 2023 | Sân vận động Agia Sophia, Athens, Hy Lạp | Hy Lạp  | 1–1       | 1–2     | Vòng loại UEFA Euro 2024    |